# Eumichtochroa dudgeoni
Eumichtochroa dudgeoni är en fjärilsart som beskrevs av George Francis Hampson 1896. Eumichtochroa dudgeoni ingår i släktet Eumichtochroa och familjen nattflyn. Inga underarter finns listade i Catalogue of Life.